# International Peace Garden
International Peace Garden (česky Mezinárodní zahrada míru) je park o rozloze 3,65 čtverečních mil (9,46 km²), nacházející se na hranici Kanady a USA, v americkém státě Severní Dakota a v kanadské provincii Manitoba. Byl založen 14. července 1932 jako symbol mírových vztahů mezi oběma národy.
V parku každý rok rozkvete přes 150 000 květů.